# Ghețari
Ghețari – wieś w Rumunii, w okręgu Alba, w gminie Gârda de Sus. W 2011 roku liczyła 118 mieszkańców. Atrakcją turystyczną wsi jest jaskinia Scărișoara.